# Otto Schniewind
Otto Schniewind, född 14 december 1887 i Saarlouis, död 26 mars 1964 i Linz am Rhein, var en tysk sjömilitär. Han var ledare för Seekriegsleitung 1938–1941 och blev generalamiral 1944. Han frikändes vid OKW-rättegången 1947–1948.